# Cuadernos del Congreso por la Libertad de la Cultura
Cuadernos del Congreso por la Libertad de la Cultura, o simplemente Cuadernos, fue una revista editada en París entre 1953 y 1965 por el Congreso por la Libertad de la Cultura.

## Historia
Revista bimensual publicada en París entre 1953 y 1965 por el Congreso por la Libertad de la Cultura (CLC), en el contexto de la Guerra Fría, estaba destinada a ser leída en Latinoamérica. Con una postura anticomunista, antisoviética, universalista y antitotalitaria, en sus páginas se ensalzaba el papel de los Estados Unidos al frente de los valores de la libertad, así como la «superioridad moral» de Occidente.
En ella tuvo un papel importante el español Julián Gorkin y también estuvieron relacionados con la revista nombres como Francisco Ferrándiz Alborz, Rómulo Gallegos, Emilio Frugoni o Eduardo Santos, entre otros muchos. Fue dirigida por François Bondy, Luis Araquistain, el mencionado Gorkin y Germán Arciniegas.
En 2012 se publicó sobre la revista el libro La guerra fría cultural y el exilio republicano español. Cuadernos del Congreso por la Libertad de la Cultura (1953-1965), de Olga Glondys.